# Tanoka Beard
Tanoka Dwight Beard (ur. 29 września 1971 w Ogden) – amerykański koszykarz, występujący na pozycjach skrzydłowego oraz środkowego, wielokrotny MVP oraz mistrz rozmaitych lig koszykarskich.

## Osiągnięcia
Na podstawie, o ile nie zaznaczono inaczej.

### NCAA
- Uczestnik turnieju NCAA (1993)
- Mistrz:
  - turnieju konferencji Big Sky (1993)
  - sezonu regularnego konferencji Big Sky (1993)
- Zaliczony do I składu Big Sky (1991–1993)

### Dryżynowe
- Mistrz:
  - Ligi Bałtyckiej (2005)
  - Litwy (2003-2005, 2007)
  - Turcji (1995)
- Wicemistrz:
  - Ligi Bałtyckiej (2006, 2007)[3]
  - Litwy (2006)[3]
  - Estonii (2009)
- 3. miejsce w Lidze Bałtyckiej (2009)
- Zdobywca pucharu:
  - Hiszpanii (1997)
  - Litwy (2007)
- 2-krotny finalista Pucharu Hiszpanii (1998, 2000)

### Indywidualne
- MVP:
  - ligi:
    - bałtyckiej (2005)
    - hiszpańskiej ACB (1999, 2002)
    - litewskiej (2004, 2006, 2007)

  - Final Four Ligi Bałtyckiej (2005)
  - finałów ligi litewskiej (2004, 2007)
  - meczu gwiazd ligi:
    - litewskiej (2004, 2005)
    - bałtyckiej (2007)

  - tygodnia Euroligi (tydzień 12 – 2003, tydzień 10 – 2004, tydzień 2 i 13 – 2005, tydzień 11 – 2007)
- Najlepszy zawodnik zagraniczny ligi hiszpańskiej (1997 według Gigantes del Basket)[4]
- Zaliczony do II składu Euroligi (2005)
- Uczestnik meczu gwiazd:
  - hiszpańskiej ligi ACB (1996–1999, 2002)
  - litewskiej ligi LKL (2003–2007)
  - EuroStars Game (1998, 1999). Nie wystąpił w 1998 roku.
  - Ligi Bałtyckiej (2006, 2007)
- Lider:
  - strzelców ligi francuskiej (1996)
  - w zbiórkach:
    - Euroligi (2005, 2007)
    - ligi:
      - bałtyckiej (2009)
      - hiszpańskiej (1999, 2000, 2002)
      - francuskiej (1996)
      - tureckiej (2001)
      - litewskiej (9,8 – 2003, 10,5 – 2005)[5]

  - ligi litewskiej w skuteczności rzutów[5]:
    - za 2 punkty (64,8% – 2004)
    - za 3 punkty (54,2% – 2005)